# Кинель
Кине́ль — город (с 1944 года), административный центр Кинельского района Самарской области, в прошлом был частью района. С 2004 года административный центр одноимённого городского округа, не входящего в состав района.

## География
Город расположен на реке Большой Кинель (по имени которой назван) около её впадения в Самару, в 41 км от областного центра города Самары. Статус города получил в 1944 году.

### Климат
Преобладает умеренно континентальный климат. Лето долгое, теплое и местами облачное, зимы долгие, морозные, снежные, ветреные и пасмурные. В течение года температура обычно колеблется от −15°C до +27°C и редко бывает ниже −26°C или выше +33°C.
Среднегодовое количество осадков 565 мм.

## История
Основан в 1837 году как посёлок. С 6 декабря 1850 года вся эта территория стала подведомственной Самарской губернии. В 1877 при строительстве Самаро-Златоустовской железной дороги (участок Самара-Оренбург) возникла железнодорожная станция Кинель.
В 1915 году Кинель — станция 1 класса — была отнесена к крупнейшим станциям России того времени. Указом Президиума Верховного Совета РСФСР от 16 марта 1944 года посёлку Кинель присвоен статус города районного подчинения.
В пгт. Алексеевка, расположенного около города установлен памятник семье Володичкиных — памятник матери, у которой война забрала всех девятерых сыновей: шестеро погибли на фронте, трое позже скончались от ран.

## Транспорт
Кинель — крупная узловая станция Куйбышевской железной дороги, крупная сортировочная станция сетевого значения, имеющая один автоматизированный горочный комплекс и одну механизированную горку. Железнодорожный узел обслуживают локомотивное депо, вагонное депо, дистанция пути, дистанция сигнализации и связи, другие предприятия железнодорожного транспорта. У грузовых поездов, следующих в сторону Оренбурга, здесь производится смена локомотивов.
Станция Кинель является стыковой передаточной между Куйбышевской и Южно-Уральской железными дорогами. Граница проходит юго-восточнее станции, двухпутная тепловозная линия на Оренбург относится к ЮУЖД. Линии на Самару и Уфу электрифицированы постоянным током и относятся к КБШЖД. Кроме того, к западу от станции в обход Самары отходит однопутно-двухпутная электрифицированная ветка, заканчивающаяся в Безенчуке. Она используется только для грузового движения. Станций на ней нет, вместо них путевые посты. От этой ветки идёт съезд на однопутную тепловозную линию Звезда — Пугачёвск — Ершов.

## Экономика
В городе существуют заводы по изготовлению уплотнителей из резинопробкового материала, резинотехнических изделий, запчастей для автопрома из пластмасс, запасных частей для железнодорожной техники, PET-форм, мебельный комбинат, предприятия пищевой промышленности, кирпичный и цементный заводы, швейная фабрика.

## Инфраструктура
- Кафедральный собор Георгия Победоносца;
- Городской вокзал;
- Сквер у оз. Крымское;
- Сквер у оз. Ладное;
- Сквер у фонтана на ул. Мира.
- Парк победы

Кинельская центральная больница города и района.
Негосударственное учреждение здравоохранения «Поликлиника № 3 на станции Кинель» Дорожной клинической больницы на станции Самара.
- Кинельская городская централизованная библиотечная система (объединяет 8 библиотек)[9]
- Кинельский городской дом культуры
- Центр культурного развития (Кинель, Фестивальная, 18).

## Население
| Русские  | 90 %   |  |  |
| Татары   | 1,6 %  |  |  |
| Чуваши   | 1,1 %  |  |  |
| Мордва   | 1,7 %  |  |  |
| Украинцы | 1,38 % |  |  |
| Белорусы | 0,3 %  |  |  |
| Казахи   | 0,3 %  |  |  |
| Башкиры  | 0,1 %  |  |  |
| Марийцы  | 0,1 %  |  |  |
| Немцы    | 0,1 %  |  |  |
| Евреи    | 0,02 % |  |  |
| Другие   | 1,3 %  |  |  |

| \| 1931[10] \| 1939[10] \| 1959[11] \| 1967[10] \| 1970[12] \| 1979[13] \| 1989[14] \| 1992[10] \| 1996[10] \| \| -------- \| -------- \| -------- \| -------- \| -------- \| -------- \| -------- \| -------- \| -------- \| \| 6400 \| ↗17 000 \| ↗32 447 \| ↗36 000 \| ↗39 373 \| ↗42 051 \| ↘33 412 \| ↗33 900 \| ↗34 600 \| \| 1998[10] \| 2002[15] \| 2003[10] \| 2005[10] \| 2006[10] \| 2007[10] \| 2010[16] \| 2011[10] \| 2012[17] \| \| ↘34 400 \| ↘34 385 \| ↗34 400 \| ↘32 800 \| ↘32 400 \| ↘32 000 \| ↗34 491 \| ↗34 500 \| ↘34 231 \| \| 2013[18] \| 2014[19] \| 2015[20] \| 2016[21] \| 2017[22] \| 2018[23] \| 2019[24] \| 2020[25] \| 2021[26] \| \| ↘33 988 \| ↗34 251 \| ↗34 690 \| ↗34 940 \| ↗35 321 \| ↗35 675 \| ↗35 715 \| ↗35 753 \| ↗36 729 \| \| 2022[27] \| 2023[1] \| \| \| \| \| \| \| \| \| ↘36 727 \| ↘36 358 \| \| \| \| \| \| \| \| 10 000 20 000 30 000 40 000 50 000 1967 1996 2006 2013 2018 2023 |         |         |         |         |         |         |         |         |
| 1931 | 1939    | 1959    | 1967    | 1970    | 1979    | 1989    | 1992    | 1996    |
| 6400 | ↗17 000 | ↗32 447 | ↗36 000 | ↗39 373 | ↗42 051 | ↘33 412 | ↗33 900 | ↗34 600 |
| 1998 | 2002    | 2003    | 2005    | 2006    | 2007    | 2010    | 2011    | 2012    |
| ↘34 400 | ↘34 385 | ↗34 400 | ↘32 800 | ↘32 400 | ↘32 000 | ↗34 491 | ↗34 500 | ↘34 231 |
| 2013 | 2014    | 2015    | 2016    | 2017    | 2018    | 2019    | 2020    | 2021    |
| ↘33 988 | ↗34 251 | ↗34 690 | ↗34 940 | ↗35 321 | ↗35 675 | ↗35 715 | ↗35 753 | ↗36 729 |
| 2022 | 2023    |         |         |         |         |         |         |         |
| ↘36 727 | ↘36 358 |         |         |         |         |         |         |         |

На 1 января 2025 года по численности населения город находился на 411-м месте из 1124 городов Российской Федерации.

## Город

### В искусстве
Кинель упоминается в стихотворении Владимира Войновича «Золотце»: «Голову уткнув в мою шинель авиационного солдата, девушка из города Кинель „золотцем“ звала меня когда-то…».

### Известные люди
- Овсянникова, Мария Дмитриевна (1904—1985) — уроженка посёлка Кинель, советская комсомольская и партийная деятельница, журналистка, преподавательница, участница Великой Отечественной войны 1941—1945 годов, главный редактор журнала «Советская женщина».
- Штеренбах, Владимир Шапсович (1947—2015) — российский артист, работник Башгосфилармонии, заслуженный артист Республики Башкортостан.
- Максим Сергеевич Тарасенко[31](1999) — российский видеоблогер, летсплейщик, актёр и сценарист. также известен под псевдонимом «Brian Maps». На данный момент (21/01/2025) Максим имеет 18,1 миллионов подписчиков на YouTube. Также создал 2 короткометражных фильма («Последняя кнопка» и «Последняя кнопка 2»).